# Полулях, Александр Данилович
Алекса́ндр Дани́лович Полуля́х (род. 14 февраля 1947, Новоотрадное, Крымская область) — советский и украинский учёный, горный инженер-обогатитель, доктор технических наук (1996), работает в горном университете с 1995 г. Главный научный сотрудник ОП Укрнииуглеобогащение НТЦ «Вуглеіновації».

## Биография
Александр Данилович родился 14 февраля 1947 года в с. Новоотрадное, Ленинского района Крымской обл. в рыбацкой семье.
В 1962 г. окончил Ново-Отраднинскую восьмилетнюю школу, в 1965 г.— Керченскую общеобразовательную среднюю школу-интернат № 2.
С 1965 г.— студент Днепропетровского Горного института им. Артема, окончивший в 1970 г. по специальности горный инженер-технолог по специальности Обогащение полезных ископаемых.
С 1970 по 1972 г. г. проходил службу в рядах Советской Армии в должности командира взвода, а затем и роты.
С 1972 по 2015 гг. работал в Украинском научно-исследовательском и проектно-конструкторском институте по обогащению и брикетированию углей («Укрнииуглеобогащение») на должностях младшего, старшего и ведущего научного сотрудника, начальника научно-исследовательской лаборатории, отдела.
С июня 2018 года — главный научный сотрудник этого же института.
С 1985 г. в Днепропетровском горном институте защитил кандидатскую диссертацию по теме «Интенсификация мокрого просеивания угля на гидрогрохотах с неподвижной просеивающей поверхностью», в 1996 г. в Национальной горной академии Украины — докторскую диссертацию по теме «Научные основы гидрогрохота и создания энергосберегающей технологии подготовки машинных классов при обогащении угля».
В 2001 г. присвоено ученое звание старшего научного сотрудника по специальности 05.15.08 «Обогащение полезных ископаемых»; в 2005 г.— доцента по кафедре обогащения полезных ископаемых Национальной горной академии Украины; в 2006 г.— профессора по этой же кафедре.
В период с 2002 по 2011 г. г., по совместительству, занимался преподавательской деятельностью в Национальном горном университете на должностях доцента, профессора кафедры обогащения полезных ископаемых.
Член общественной организации «Общество украинских УГЛЕОБОГАТИТЕЛЕЙ»

## Научная работа
По состоянию на 01.06.2019 г. Полулях Александр Данилович имеет 364 научные работы, в том числе 19 книг и монографий, 296 научных публикаций, 49 авторских свидетельств и патентов.
Участвовал и выступал с докладами на ХIV-XVIII конгрессах по обогащению угля.
Основные научные труды:
- Жовтюк Г. В., Беринберг З. Ш., Соснов К. А., Мехальчишин В. С., Полулях А. Д. Рекомендации по применению агрегатной установки гидрогрохотов с неподвижной просеивающей поверхностью и грохотов типа ГИСЛ в узлах подготовительного грохочения углей. — Луганск: Укрнииуглеобогащение, 1980. — 45 с.
- Жовтюк Г. В., Беринберг З. Ш., Мехальчишин В. С., Полулях А. Д., Бондаренко А. А. Гидрогрохочение углей и внедрение нового способа обесшламливания перед обогащением. — М.: ЦНИЭИуголь,1989. — 41 с.
- Булава Ю. И., Полулях А. Д. Гидрогрохочение и обесшламливание при обогащении углей. — Днепропетровск: «Полиграфист», 2000. — 175 с.
- Полулях А. Д. Технологические регламенты углеобогатительных фабрик: справочно-информационное пособие. — Днепропетровск: из-во НГУ, 2002. — 855 с.
- Гарус В. К., Грачев О. В., Пожидаев В. Ф., Полулях А. Д. Формализация результатов разделительных процессов в углеобогащении. — Луганск: из-во ВНУ им. Даля, 2003. — 176 с.
- Пожидаев В. Ф., Полулях А. Д., Ходос С. Н. Вероятностные модели процессов грохочения. — Луганск: из-во ВНУ им. Даля, 2003—136 с.
- Пілов П. І., Полулях О. Д., Гаєвий В. В., Салова О. В. Методичні вказівки до лабораторного практикуму з дисципліни «Підготовчі процеси збагачення корисних копалин». — Дніпропетровськ, НГУ, 2003. — 22 с.
- Пожидаев В. Ф., Полулях А. Д., Томилин В. Б. Обогащение и классификация углей в гидроциклонах: учебное пособие. — Луганск: из-во ВНУ им. Даля, 2004. — 176 с.
- Полулях А. Д., Чмилев В. И., Ищенко О. В., Полулях Д. А. Энергетическая интерпретация гравитационных разделительных процессов зернистых сред при обогащении полезных ископаемых: монография. — Луганск: из-во ВНУ им. Даля., 2006. — 143 с.
- Курченко И. П., Бевзенко Б. Ф., Нищеряков А. Д., Полулях А. Д. Исследование классификации угольных шламов в гидроциклонах: учебное пособие. — Луганкс: изд-во ВНУ им. Даля, 2006. — 216 с.
- Скляр П. И., Берлін А. М., Полулях О. Д. та [інші] СОУ 10.1.00185755-004:2006 Типовий технологічний регламент вуглезбагачувального підприємства. — К.: Мінвуглепром України, 2006. — 46 с.
- Полулях А. Д., Пилов П. И., Егурнов А. И. Практикум по расчетам качественно-количественных и водно-шламовых схем углеобогатительных фабрик. — Днепропетровск: из-во НГУ, 2007. — 504 с.
- Полулях А. Д. Гидрогрохочение углей: монография. — Днепропетровск: ПП Шевелев Е. А., 2010. — 326 с.
- Полулях А. Д., Пилов П. И., Егурнов А. И., Полулях Д. А. Практикум по технолого-экологическому инжинирингу при обогащении полезных
- Полулях А. Д., Пилов П. И., Егурнов А. И., Полулях Д. А. Технолого-экологический инжиниринг при обогащении полезных ископаемых: учебное пособие. — Днепропетровск: из-во НГУ. — 2012. — 713 с.
- Полулях А. Д., Берлин А. М., Перерва А. Ю. и [др.] Обогащение углей с применением пневматических сепараторов: монография. — Днепропетровск: из-во НГУ, 2014. — 510 с.
- Полулях А. Д., Полулях Д. А. Практикум по расчету норм показателей качества угля, добываемого шахтами: учебн. пособие. — Днепропетровск: из-во НГУ, 2016—144с.
- Полулях А. Д., Бучатский А. С., Выродов С. А., Полулях Д. А. — Обогащение угля в магнетитовой суспензии: монография. — Днепропетровск: из-во НГУ. — 2016. — 512 с.
- Полулях А. Д., Полулях Д. А. Грохочение угля: монография. — Днепропетровск: из-во НГУ, 2017. — 352 с.

## Награды и знаки отличия
Награждён нагрудными знаками «Шахтерская слава» III, II и I степени, «Шахтерская доблесть» III и II степени, «Шахтерская гвардия».